# Norrah Lemongo
Norrah Frederic Lemongo Nkoulou, née le 10 août 2004, est une athlète et joueuse de tennis camerounaise spécialiste du lancer du poids. Elle remporte la médaille d'or au lancer du poids aux Jeux de la Francophonie en août 2023. 

## Biographie
Norrah Lemongo est née le 10 août 2024 au Cameroun de Lemogouck Armand et Abata Ovono Christelle Carole. Elle a trois frères et sœurs. Elle fait ses études secondaires au Collège adventiste de Yaoundé, puis universitaire à l'université de Pittsburg aux États Unis. 
Elle commence sa carrière en tant qu'athlète en 2020. En 2023, elle remporte deux médailles de bronze au poids et au disque aux championnats d’Afrique d’athlétisme des moins de 20 ans en Zambie,. En avril 204, elle est nommée athlète de la semaine de l’Atlantic Coast Conference pour sa performance lors de la compétition South Florida Invitational où elle réalise un jet de 15,68 m,.
En 2024, elle participe aux Championnats africains d’athlétisme à Douala au Cameroun.

## Palmarès
| Date | Compétition                         | Lieu     | Résultat | Épreuve | Marque  |
| ---- | ----------------------------------- | -------- | -------- | ------- | ------- |
| 2023 | Championnats d'Afrique juniors      | Lusaka   | 3e       | Poids   | 14,63 m |
| 2023 | Championnats d'Afrique juniors      | Lusaka   | 3e       | Disque  | 38,77 m |
| 2023 | Jeux de la Francophonie             | Kinshasa | 1re      | Poids   | 14,99 m |
| 2024 | Championnats d'Afrique d'athlétisme | Douala   | 5e       | Poids   | 15,16 m |